# توني كاسكارينو
توني كاسكارينو (بالإنجليزية: Tony Cascarino)‏ (مواليد 1 سبتمبر 1962) هو لاعب كرة قدم أيرلندي سابق في مركز الهجوم. أنهى مسيرته مع النجم الأحمر سانت أوين عام 2000. شارك مع منتخب أيرلندا في بطولة أمم أوروبا 1988 ومرتين في كأس العالم عامي 1990 و1994.
ومنذ اعتزاله، ظهر كاسكارينو في الإعلام، فقدم في إذاعة توك سبورت وكتب لذي تايمز ومجلة هوت برس الأيرلندية. عمل أيضًا لسكاي سبورت في إنجلترا ولتي في 3 وتوداي إف إم في أيرلندا.

## مسيرته الكروية
لعب توني كاسكارينو خلال مسيرته الاحترافية مع 8 أندية في ثلاثة وعشرون موسمًا وسجل خلالها 248 هدف ضمن 629 مباراة. ولم يفز بأي موسم بالكأس أو بالدوري.
خاض توني كاسكارينو مسيرته مع نادي غيلينغهام في موسم 1981–82 ليلعب معه ستة مواسم، مشاركًا في 219 مباراة سجل خلالها 78 هدفًا. ثم انتقل إلى نادي ميلوول في موسم 1987–88 واستمر معه طيلة ثلاثة مواسم، حيث شارك في 105 مباراة سجل خلالها 42 هدفًا. لينتقل بعدها إلى نادي أستون فيلا في موسم 1989–90 ولمدة موسمين، مشاركًا في 46 مباراة سجل خلالها 11 هدفًا. ثم انتقل إلى نادي تشيلسي في موسم 1991–92 واستمر معه طيلة ثلاثة مواسم، مشاركًا في 40 مباراة سجل خلالها 8 أهداف. هذا وانتقل لاحقًا إلى نادي أولمبيك مارسيليا في موسم 1994–95 واستمر معه طيلة ثلاثة مواسم، مشاركًا في 84 مباراة سجل خلالها 61 هدفًا. ثم انتقل بعدها إلى نادي إي أس نانسي في موسم 1996–97 ليلعب معه أربعة مواسم، مشاركًا في 109 مباراة سجل خلالها 44 هدفًا. ليعود وينتقل من جديد، لكن هذه المرة إلى نادي النجم الأحمر سانت أوين في موسم 2000–01 لمدة موسم واحد، مشاركًا في مباراتين ولم يسجل أي هدف.

## الألقاب
ميلوول
- دوري الدرجة الثانية الإنجليزي (1): 1987–88

مارسيليا
- الدوري الفرنسي الدرجة الثانية (1): 1994–95

نانسي
- الدوري الفرنسي الدرجة الثانية (1): 1997–98

## روابط خارجية
- توني كاسكارينو على موقع IMDb (الإنجليزية)

- توني كاسكارينو على موقع الاتحاد الدولي (مؤرشف)  (الإنجليزية)
- توني كاسكارينو على موقع الاتحاد الأوربي (الإنجليزية)
- توني كاسكارينو على موقع رابطة كرة القدم الفرنسية للمحترفين (الإنجليزية)
- توني كاسكارينو على موقع قاعدة بيانات كرة القدم.إي يو (الإنجليزية)
- توني كاسكارينو على موقع ليكيب (الفرنسية)
- توني كاسكارينو على موقع ناشيونال فوتبول تيمز (الإنجليزية)
- توني كاسكارينو على موقع Soccerbase.com (لاعب) (الإنجليزية)
- توني كاسكارينو على موقع Soccerway.com (الإنجليزية)
- توني كاسكارينو على موقع عالم كرة القدم.نت (الإنجليزية)